# Steinkreis von Faskally Cottages

Faskally Cottages

Der Steinkreis von Faskally Cottages liegt auf privatem Gelände, direkt an der A924 nordwestlich von Pitlochry (schottisch-gälisch Baile Chloichridh – deutsch „Stadt des Wächtersteins“) in Perth and Kinross in Schottland. 
Der Ausgrabungsbericht stellt fest: In einem schmalen Streifen zwischen der Bahnlinie und der Hauptstraße liegt ein Garten und darin stehen sieben sehr unterschiedlich hohe Steine des Kreises in situ. Der Steinkreis aus acht Steinen hat einen Durchmesser von etwa 6,5 m, der zur Südwestseite des Kreises in Richtung des Primärsteins hin abgestuft ist. Er wurde irgendwann in der Vergangenheit in drei Stücke gespalten, die alle aufrecht stehen. Der Legende nach wurde dies durch einen Blitzeinschlag verursacht, wahrscheinlicher ist, dass es Frostschäden sind.
Der kleine Kreis soll das Zentrum von Schottland bilden.
In der Nähe liegen eine Anzahl weiterer Steinkreise und der Dunfallandy Stone.